# 静岡市文化財資料館
静岡市文化財資料館（しずおかしぶんかざいしりょうかん）は、静岡県静岡市葵区の静岡浅間神社の境内にあった博物館。2021年（令和3年）12月26日閉館。

## 概要
資料館は、静岡浅間神社の神池脇に、1975年（昭和50年）に開館した。2階建ての建物で、絵馬や宝物などの静岡浅間神社関係資料のほか、裏山の賤機山山中にある賤機山古墳の出土品、今川氏・武田氏・徳川氏資料、江戸時代前期にシャム（タイ）の日本人町などで活躍した山田長政や、朝鮮通信使についての資料が展示されていた。

## 閉館
静岡市では新たな歴史文化施設（静岡市歴史博物館）を創設する計画が進められており、その前身的位置付けとなる当資料館は、2021年（令和3年）12月26日に閉館した。
2021年の閉館までの47年間で延べ78万人が訪れた。資料館の展示品等は駿府城公園に隣接する静岡市歴史博物館に引き継がれた。

## 閉館後（大河ドラマ館）
静岡市文化財資料館が入っていた建物は、2023年（令和5年）のNHK大河ドラマ『どうする家康』の放送に合わせて「どうする家康 静岡 大河ドラマ館」として整備された。落語家の春風亭昇太が名誉館長に就任。同年1月27日から2024年（令和6年）1月28日まで開館した。